# Macronycteris
Macronycteris és un gènere de ratpenats de la família dels hiposidèrids. Les espècies d'aquest grup, oriündes d'Àfrica, es classificaven anteriorment en el gènere Hipposideros. Presenten un sac frontal. La fulla nasal exhibeix tres o quatre folíols carnosos als laterals. Les orelles són triangulars. Les espècies d'aquest gènere es troben entre els hiposidèrids més grossos i sovint presenten un marcat dimorfisme sexual. Macronycteris divergí de Doryrhina fa 19 milions d'anys.